# Never Too Far/Hero Medley
"Never Too Far/Hero Medley" é um medley gravada pela artista musical estadunidense Mariah Carey, lançado pela Virgin Records em 11 de dezembro de 2001 como o único single do álbum de compilação Greatest Hits (2001). O medley combina os versos de "Never Too Far" (2001), composta e produzida Carey e Jimmy Jam and Terry Lewis, com uma versão regravada do primeiro verso e da ponte de "Hero" (1993), composta e produzida por Carey e Walter Afanasieff. Quando este último não recebeu os créditos de co-produção devido a mudança na instrumentação, Randy Jackson foi nomeado como produtor ao lado da cantora em seu lugar. O single foi destinado a passar uma mensagem de unidade e amor aos ataques de 11 de setembro.
Apesar de Carey não ter promovido o álbum Glitter (2001), devido a sua hospitalização, ela embarcou em uma pequena turnê promocional para o single, e participou em vários eventos de caridade. A intérprete interpretou "Never Too Far/Hero Medley" ao vivo nos Radio Music Awards de 2001, no programa musical britânico Top of the Pops, no show beneficente United We Stand: What More Can I Give, e em seu próprio especial, intitulado At Home For The Holidays With Mariah Carey. Após o seu lançamento, o medley conseguiu atingir a octogésima primeira posição na Billboard Hot 100, devidas a todas as apresentações ao vivo que a cantora fez. Embora tenha promovido em toda a Europa, o single nunca teve uma versão oficial fora dos Estados Unidos, consequentemente, não tendo histórico em nenhuma parada musical fora do país.

## Antecedentes e gravação

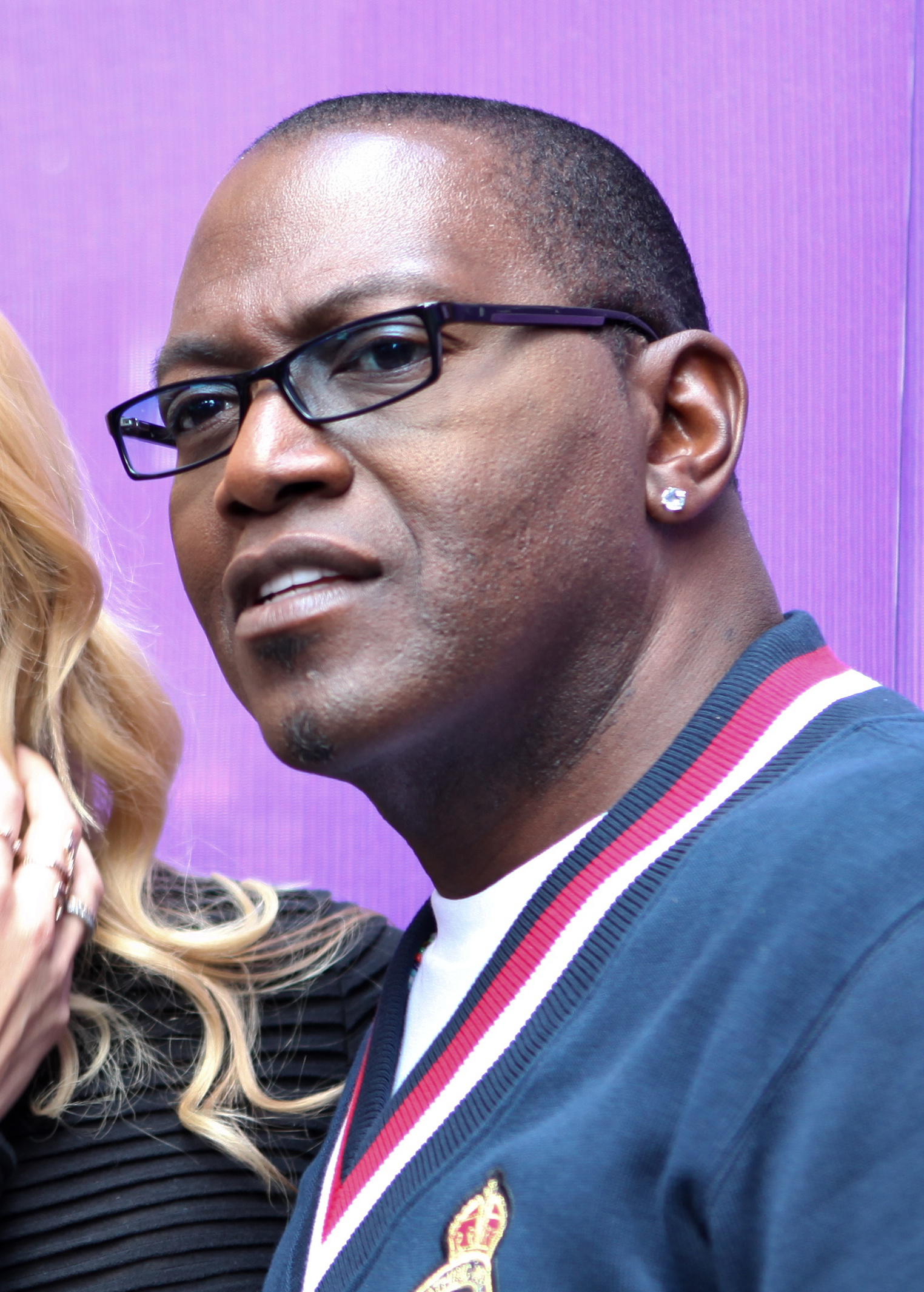
Randy Jackson co-produziu "Never Too Far/Hero Medley".

Após o fracasso comercial da trilha sonora do filme Glitter (2001), o seu primeiro lançamento a solo com a gravadora Virgin Records, Carey sofreu um colapso emocional e físico, seguido de uma hospitalização prolongada. Durante este período, a gravadora antiga da cantora, a Columbia Records, planejava lançar uma coletânea de seus maiores sucessos, intitulada Greatest Hits (2001). Como esta gravadora tinha mais um álbum da artista para ser liberado em seu contrato antigo, começou a montagem do seu conteúdo. Embora ainda tivesse um contrato com a Virgin, Carey compôs um single de caridade em que todos os lucros iriam para ajudar a reconstruir a América, após os ataques terroristas. Consequentemente, ela regravou a canção "Hero" (1993), e fez um medley dela com um single de Glitter, "Never Too Far" (2001). A canção tem uma introdução instrumental diferente, e começa com o primeiro verso e o refrão de "Never Too Far", e em harmonia com a ponte de "Hero". Vários compositores para este medley foram creditados, sendo que Carey escreveu "Never Too Far" com Jimmy Jam and Terry Lewis, e a segunda com Walter Afanasieff. Além de Jam e Lewis, Randy Jackson dava assistência a cantora na produção da música. E, a intérprete descreveu:
| “ | Eu comecei a fazer diversos eventos de caridade, onde eu fiz uma combinação de 'Never Too Far' e 'Hero'. Fizemos isso em um medley e as colocamos na mesma chave e fizemos o trabalho. As pessoas reagiram muito bem a ele. Foi interessante para mim, desde os acontecimentos de 11 de setembro, a forma como as pessoas têm desempenhado 'Hero' e vinham falar comigo sobre 'Never Too Far', porque essa música também é sobre uma perda. Achei que seria uma boa coisa a fazer, colocá-las a venda no Natal. Há também uma faixa inédita no lado B, que se chama 'There For Me', que tem mais ou menos o mesmo sentimento. Os lucros recebidos de 'Never Too Far', 'Hero' e 'There For Me' estão indo para a Heroes Fund, que vai beneficiar as famílias de agentes policiais, e as famílias de trabalhadores humanitários. | ” |

### "There For Me"
A canção do lado B, intitulada "There For Me", foi uma faixa que não entrou para o álbum Rainbow (1999), que ela escreveu com David Foster e Diane Warren. Após Carey abandonar o trabalho de seu colaborador de longa data, Walter Afanasieff, ela começou a trabalhar com Foster na produção de Rainbow. Durante suas muitas reuniões criativas, Foster apresentou a cantora para Warren, uma compositora com quem ele havia trabalhado por várias vezes no passado. Ao longo do processo de escrever e produzir a música, as duas não se deram bem uma com a outra, como Carey acusou Warren de repetir frequentemente frases líricas, com Warren não concordando com algumas das escolhas que a artista fez na produção. Após o fim da canção, Carey escreveu uma outra canção com Warren para Rainbow: "Can't Take That Away (Mariah's Theme)".

## Composição
"Never Too Far/Hero" é uma balada com forte influência dos gêneros pop e R&B. O medley foi escrito e produzida por Carey, Walter Afanasieff, Jimmy Jam and Terry Lewis, e Randy Jackson, e lançado como o single de estreia do álbum de compilação Greatest Hits (2001). Incorpora vários instrumentos musicais, incluindo a guitarra, piano e órgão. De acordo com a partitura publicada em Musicnotes.com por Alfred Publishing Music, a canção é definida no compasso de tempo comum, com ritmo moderado de 62 batidas por minuto e é escrita na tonalidade de dó maior, com alcance vocal de Carey que vão desde a nota baixa Ré sustenido3 para a nota elevada Láb5. O refrão da canção tem uma básica progressão harmônica de Solsus2–Sol–Sol/Fá sustenido–Mim7–Sol/Ré–Dó-Sol/Si–Lám7. Em uma entrevista com Fred Bronson, Mariah descreveu seus sentimentos reais sobre a canção, antes de seu lançamento como single:
| “ | Uma pessoa poderia dizer que "Hero" é uma obra clichê, mas outra pessoa pode escrever uma carta para mim e dizer: 'Eu pensei em cometer suicídio todos os dias da minha vida nos últimos 10 anos, até que ouvi essa música e eu percebi depois de tudo isso que eu posso ser meu próprio herói.' E isso, isso é um sensação inexplicável, como se eu tivesse feito algo na minha vida, sabe? ... E isso significasse muito para alguém. | ” |

Enquanto "Hero" descreve o poder oculto dentro de cada pessoa, "Never Too Far" encoraja aqueles que têm dúvidas sobre sua própria existência, e através da perseverança, pode-se ver que nada está "longe demais". Com combinações conjuntas, o single passa uma mensagem de apoio, para aqueles que estão à procura de um sentido na vida, ou estão duvidando de seu próprio valor e capacidade. Durante um show da The Adventures of Mimi Tour, ela descreveu o significado que "Hero" tinha para si mesma e para seus fãs:
| “ | Eu escrevi uma música há um tempo atrás, antes mesmo de "One Sweet Day", e não era a minha canção favorita no mundo, mas eu a escrevi. Alguém me pediu para escrever uma música e eles me disseram a história, e vocês sabem quando um conceito entra em concepção ou qualquer outra coisa. E eu a fiz, e não estava como vocês sabem que eu gosto de por as palavras [ sic ], mas depois de fazer a música várias e várias vezes e ter pessoas que vêm até a mim dizendo, obrigado por escrever 'Hero' porque ela salvou a minha vida ou ela salvou a vida de meu pai ou a vida dos meus irmãos ou irmãs, ou coisa do gênero, eu disse eu sempre tenho que cantar essa canção quando eu estou me apresentando porque se eu não fizer isso, você nunca sabe quem estou deixando de fora e vocês sabem que, em tempos de minha vida eu tive que voltar para a música lírica e lançá-la em minha própria vida e cantá-la para mim mesma. Portanto, é do álbum "Music Box", e se chama 'Hero', esta é para vocês. | ” |

## Recepção
Elysa Gardner do USA Today chamou "Never Too Far/Hero" de um "medley refrescante" e sentiu que seria facilmente aceito entre as outras populares e sinceras baladas inspiradoras de Carey. O medley foi lançado comercialmente apenas nos Estados Unidos. Apesar de "Hero" (single do álbum Music Box) ter sido número um na Billboard Hot 100, "Never Too Far" (single da trilha sonora Glitter) não entrou na parada musical. "Never Too Far/Hero" foi um pouco melhor, chegando ao número 81, permanecendo no gráfico por três semanas, no entanto não chegou no tipo de sucesso que a cantora estava acostumada antes de Glitter. O single de caridade foi lançado para ajudar as vítimas do 11 de setembro, com todas os lucros das vendas da obra indo para a Heroes Fund, um evento beneficente para as vítimas dos ataques e suas famílias, policiais e trabalhadores humanitários.

## Apresentações ao vivo

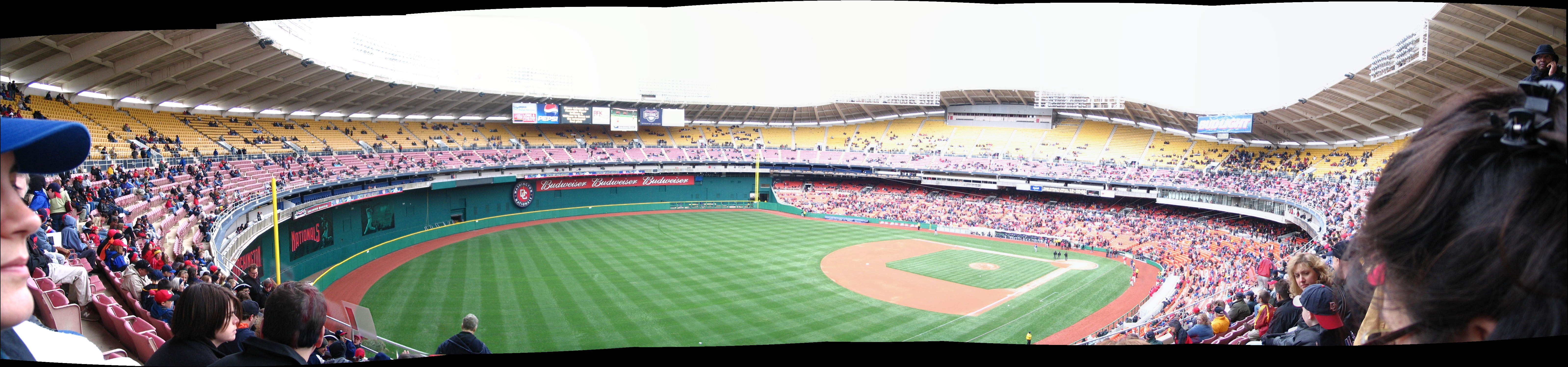
Carey interpretou "Never Too Far/Hero Medley" ao vivo no Robert F. Kennedy Memorial Stadium.

Apesar de não ter promovido Glitter durante a época de seu lançamento, devido à sua degradação e posterior hospitalização, Carey embarcou em uma curta turnê promocional para o single, como caridade para as vítimas dos ataques do 11 de setembro. No Radio Music Awards de 2001, Carey fez sua segunda aparição pública após o colapso, sendo a primeira uma performance de "Hero" na maratona televisiva America: A Tribute to Heroes em 21 de setembro de 2001. Entrando no palco em um vestido de noite preto longo, a cantora realizou o medley ao vivo, seguido de uma ovação da platéia. Em 21 de outubro de 2001, um benefício intitulado United We Stand: What More Can I Give foi realizado no Robert F. Kennedy Memorial Stadium, em Washington, D.C., acompanhado pelo single de caridade "What More Can I Give", em que a artista participou. Carey usou um vestido de fundo aberto preto com um decote, e realizou "Never Too Far/Hero", seguido por uma versão ao vivo de "What More Can I Give".
Em 16 de novembro de 2001, Carey gravou um especial intitulado A Home For The Holidays With Mariah Carey, que foi ao ar em 21 de dezembro do mesmo ano. O especial contou com performances adicionais de Destiny's Child, Josh Groban, Enrique Iglesias e Mandy Moore. A intérprete abriu o especial, com uma apresentação de "Never Too Far/Hero" enquanto usava um justo vestido de noite vermelho. Além do single, a artista cantou "I'll Be There" e "Reflections (Care Enough)", uma canção comercial fracassada da trilha sonora de Glitter. Após a promoção estado-unidense do single de caridade, Carey executou-o ao lado de Westlife no programa britânico de paradas musicais, Top of the Pops.

## Faixas e formatos
| CD single - Estados Unidos |                             |                                                            |                                                        |         |  |
| N.º                        | Título                      | Compositor(es)                                             | Produtor(es)                                           | Duração |  |
| 1.                         | "Never Too Far/Hero Medley" | Mariah Carey, Walter Afanasieff, James Harris, Terry Lewis | Mariah Carey, Jimmy Jam and Terry Lewis, Randy Jackson | 4:48    |  |
| 2.                         | "There For Me"              | Mariah Carey, David Foster e Diane Warren                  | Mariah Carey, David Foster                             | 4:15    |  |

| CD maxi-single Remixes - Europa |                                                                         |                                                            |                                                        |         |  |
| N.º                             | Título                                                                  | Compositor(es)                                             | Produtor(es)                                           | Duração |  |
| 1.                              | "Never Too Far/Hero Medley" (Extended Mix)                              | Mariah Carey, Walter Afanasieff, James Harris, Terry Lewis | Mariah Carey, Jimmy Jam and Terry Lewis, Randy Jackson | 7:50    |  |
| 2.                              | "Never Too Far/Hero Medley" (Radio Mix)                                 | Mariah Carey, Walter Afanasieff, James Harris, Terry Lewis | Mariah Carey, Jimmy Jam and Terry Lewis, Randy Jackson | 4:00    |  |
| 3.                              | "Never Too Far/Hero Medley" (Radio Mix With Intro)                      | Mariah Carey, Walter Afanasieff, James Harris, Terry Lewis | Mariah Carey, Jimmy Jam and Terry Lewis, Randy Jackson | 3:59    |  |
| 4.                              | "Never Too Far/Hero Medley" (Al B. Rich Inspiration Mix - Radio Edit)   | Mariah Carey, Walter Afanasieff, James Harris, Terry Lewis | Mariah Carey, Jimmy Jam and Terry Lewis, Randy Jackson | 4:39    |  |
| 5.                              | "Never Too Far/Hero Medley" (Al B. Rich Inspiration Mix – X-Tended Mix) | Mariah Carey, Walter Afanasieff, James Harris, Terry Lewis | Mariah Carey, Jimmy Jam and Terry Lewis, Randy Jackson | 8:28    |  |
| 6.                              | "Never Too Far/Hero Medley" (Mike Rizzo Extended Club Recall Mix)       | Mariah Carey, Walter Afanasieff, James Harris, Terry Lewis | Mariah Carey, Jimmy Jam and Terry Lewis, Randy Jackson | 7:40    |  |
| 7.                              | "Never Too Far/Hero Medley" (Mike Rizzo Radio Recall Mix)               | Mariah Carey, Walter Afanasieff, James Harris, Terry Lewis | Mariah Carey, Jimmy Jam and Terry Lewis, Randy Jackson | 3:55    |  |

## Créditos de elaboração
Lista-se abaixo os profissionais envolvidos na elaboração de "Never Too Far/Hero Medley", de acordo com o encarte acompanhante ao Greatest Hits:
- Mariah Carey – co-produção, composição, vocais
- Walter Afanasieff – composição
- James Harris – composição, co-produção
- Terry Lewis – composição, co-produção
- Randy Jackson – co-produção

## Desempenho nas paradas musicais
| Tabela musical (2001)                        | Melhor posição |
| -------------------------------------------- | -------------- |
| Estados Unidos (Billboard Hot 100)           | 81             |
| Estados Unidos (Billboard R&B/Hip-Hop Songs) | 66             |